# Kernkraftwerk Sosnowy Bor
Das Kernkraftwerk Sosnowy Bor (russisch Сосновый Бор АЭС) (auch Northwest Scientific-Industrial Center for Atomic Energy), nicht zu verwechseln mit den anliegenden Kernkraftwerken Leningrad und Leningrad II, sollte in Russland nahe der Stadt Sosnowy Bor entstehen. Es sollten die ersten Prototypen des WWER-640/407 werden. Jedoch wurde der Bau gestoppt.

## Geschichte
Der Reaktor war für eine Laufzeit von 50 bis 60 Jahren statt der üblichen 25 bis 30 Jahre bei WWER ausgelegt. Am 16. August 1996 wurde laut einem Bericht des Kommersant-daily verkündet, dass der Bau des Kraftwerks in Kooperation mit der deutschen Kraftwerk Union (später Areva) gestartet sei. Fünf Prozent der Kosten übernahm die russische Regierung, der Rest wurde von Krediten und Rosenergoatom finanziert. Der Reaktor sollte eine thermische Leistung von 1800 Megawatt und eine elektrische Bruttoleistung von 630 Megawatt haben.
Am 27. Dezember 1997 protestierte die Organisation Greenpeace gegen den Reaktor. Es hieß, dass Minatom bei dem Bau gegen Umweltschutzgesetze verstoße. Januar 1999 wurden bereits 1,05 Milliarden Dollar in das Projekt investiert. Kurz darauf wurde das Projekt aufgegeben. Es bestehen jedoch weitere Pläne für den Reaktor.

## Daten der Reaktorblöcke
| Reaktorblock  | Reaktortyp   | Netto- leistung | Brutto- leistung | Baubeginn  | Projekt- einstellung |
| ------------- | ------------ | --------------- | ---------------- | ---------- | -------------------- |
| Sosnowy Bor-1 | WWER-640/407 | 600 MW          | 630 MW           | 16.08.1996 | Unbekannt            |